# Grønlands Grønne Bog

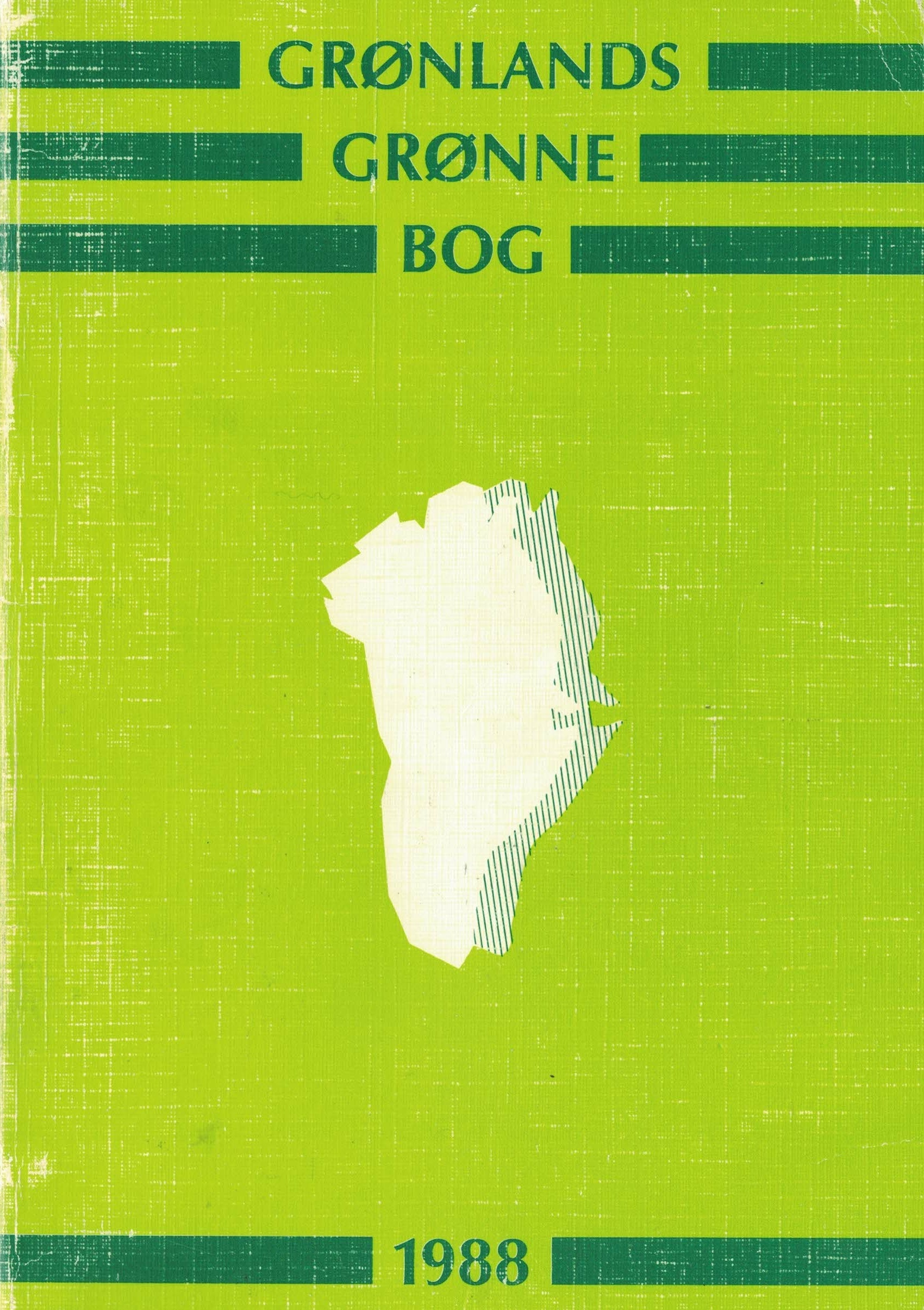
Buchdeckel der ersten Ausgabe von Grønlands Grønne Bog 1988

Grønlands Grønne Bog („Grönlands Grünes Buch“) ist ein dänischsprachiges Personenlexikon, das zwischen 1988 und 2001 fünfmal von der grönländischen Regierung herausgegeben wurde.

## Geschichte
Bereits 1977 kam die Idee auf eine auf Grönland ausgerichtete Version von Kraks Blå Bog bzw. einen grönländischen Hof- und Staatskalender zu schaffen. Die erste Ausgabe erschien jedoch erst 1988 unter der Redaktion des in Grönland tätigen dänischen Journalisten Torben Lodberg (1929–2014). In dieser ersten Ausgabe befanden sich knapp 300 Biografien über lebende „personer med tilknytning til det grønlandske samfund […], som er alment kendte.“ („Personen mit Bezug zur grönländischen Gesellschaft […], die allgemein bekannt sind.“). Die zweite Ausgabe sollte laut Vorwort 1990 erscheinen, kam aber tatsächlich erst 1993 heraus und enthielt diesmal knapp 400 Biografien über „nulevende mennesker i Grønland med tilknytning til det politiske liv, organisationer, foreninger, erhvervsliv [og] [d]esuden […] en række personer, der på anden måde har tilknytning til landet.“ („lebende Menschen in Grönland mit Bezug zum politischen Leben, Organisationen, Vereinigungen, Berufsleben [und] [d]arüber hinaus […] eine Reihe Personen, die auf eine andere Art und Weise Bezug zum Land haben.“) Weitere Ausgaben erschienen 1996 mit knapp 400 und 1998 mit 430 Biografien. Nachdem Torben Lodberg 2000 in Rente gegangen war, erschien im Folgejahr das Buch zum letzten Mal und enthielt diesmal 470 Biografien.